# Лунгул, Семён Васильевич
Семён Васильевич Лунгул (16 февраля 1927, село Глиное Молдавской АССР — 7 ноября 2002, Кишинёв) — советский и молдавский композитор, педагог. Заслуженный деятель искусств МССР (1974).

## Биография
Семён Васильевич Лунгул родился 16 февраля 1927 в селе Глиное Слободзейского района Молдавской АССР (тогда в составе Одесской области УССР).
Первые музыкальные впечатления получил в семейном кругу, где было принято музицировать. В 1939 году Лунгул начал учиться в музыкальной школе. С апреля 1944 года был призван в армию, служил и воевал в звании старшего матроса. Обучение музыке продолжил после войны в городе Измаил, в то время, пока служил в армии. Стал участником флотской художественной самодеятельности, где он начал писать музыку, а также начал руководить ансамблем. В 1951 году Лунгул был принят в Кишинёвскую консерваторию, при этом миновав учёбу в музыкальном училище. Окончил консерваторию в 1958 году по классу композиции Леонида Гурова и Соломона Лобеля. С 1958 преподавал и работал в качестве заведующего теоретическим отделением Средней специальной музыкальной школы-десятилетки им. Евгения Коки). С 1973 работал заместителем председателя правления Союза композиторов МССР. Долгое время трудился на посту председателя Художественного совета Гостелерадио Молдовы.

## Характеристика творчества
Основой творчества Семёна Лунгула является вокальная музыка, особенную тягу он испытывал к произведениям для хора. Так, в конце 1960-х и начале 1970-х годов, в период расцвета творчества композитора, Лунгул написал несколько крупных хоровых поэм, представляющих собой многочастные вокально-оркестровые сочинения. В творческом наследии Лунгула имеются обработки народных молдавских песен, а также песни на слова поэтов СССР. Тем не менее, Лунгул создавал и ставшие известными камерно-инструментальные произведения, такие, как фортепианные пьесы «Маски» и «Каприччио», в его инструментальном стиле присутствует сильное влияние искусства импрессионистов. Все произведения композитора отличаются любовью к природе Молдавии, истории и народному творчеству своего народа.

## Произведения
На протяжении своей жизни композитор много сочинял. Среди его творений:
- Оратория «Димитрий Кантемир» (сл. Г. Димитриу, 1974)
- Кантата «Родные просторы» (сл. Л. Деляну, 1958)
- Кантата «Моя Родина» (сл. Г. Виеру, В. Рошки, 1974)
- Поэма «Ленин — мир — жизнь» (сл. A. Бусуйока, 1970)
- «Баллада» для симфонического оркестра (1956)
- «Скерцо» для симфонического оркестра (1957)
- «Вальс» для симфонического оркестра (1965)
- Вокальный цикл «Песни Днестра» для голоса и камерного оркестра (сл. Г. Виеру, Л. Деляну, И. Подоляну, 1970)
- «Две новеллы» для голоса и камерного оркестра(1968)
- «Мелодия» для виолончели и фортепиано (1955)
- «Скерцино» для кларнета и фортепиано (1961)
- «Четыре фуги» для фортепиано (1956)
- «Хора» для фортепиано (1957)
- «Три детские пьесы» для фортепиано (1959)
- «Четыре прелюдии» для фортепиано (1960)
- «Прелюдия и фуга» для фортепиано (1961)
- Сонатина «Маски» для фортепиано (1972)
- Вокальный цикл «Картинки моей Родины» для голоса и фортепиано (сл. Г. Виеру, 1971)
- Поэма «Осень в Молдавии» для хора (сл. А. Бусуйока, 1962)
- «Память веков» для хора (1969)
- Песни на слова советских поэтов
- Музыка к драматическим спектаклям
- Обработки молдавских народных песен

## Награды
- Заслуженный деятель искусств МССР (1974)[1];
- Государственная премия Молдавской ССР (1984) за хоровые поэмы последних лет[3];
- Орден «Знак почёта» (1987).